# Pachytomella
Pachytomella is een geslacht van wantsen uit de familie blindwantsen. Het geslacht werd voor het eerst wetenschappelijk beschreven door Odo Reuter in 1890.

## Soorten
Het genus bevat de volgende soorten:

- Pachytomella alutacea (Puton, 1874)
- Pachytomella cursitans Reuter, 1905
- Pachytomella doriae (Reuter, 1884)
- Pachytomella parallela (Meyer-Dur, 1843)
- Pachytomella passerinii (A. Costa, 1842)
- Pachytomella phoenicea (Horvath, 1884)